# Йорг Вашінскі
Йорг Вашінскі нім. Jörg Waschinski (1966, Берлін) — німецький контртенор
Народився в Берліні, являє собою третє покоління співаків в голосовій категорії контратенор. Він був першим чоловічим сопрано в Берліні. У 1996 році Ващинські брав участь в міжнародному конкурсі Йоганн Генріх Шмельцер і виграв спеціальний приз на «Bundeswettbewerb» для співу в Берліні. Співак володіє високим діапазоном співу.
У листопаді та грудні 2008 року Йорг Вашінскі виступав з різдвяною програмою «Die schwebet» разом з арфисткою Джейною Берта, в Нюрнберзі, Фюрті і Бонні.